# Joost van der Westhuizen
Joost van der Westhuizen (* 20. Februar 1971 in Pretoria; † 6. Februar 2017 in Johannesburg) war ein südafrikanischer Rugby-Union-Spieler, der für die „Springboks“ als Gedrängehalb aktiv war und in der Super 12 für die Bulls spielte. Er beendete seine Karriere 2003 als Rekordnationalspieler seines Landes. Dieser Rekord wurde von Percy Montgomery bei den Weltmeisterschaften 2007 gebrochen. Van der Westhuizen hielt weiterhin den Rekord für die meisten Versuche für Südafrika, bis Bryan Habana diesen egalisierte.
Er nahm an den Weltmeisterschaften 1995, 1999 und 2003 teil, wobei die Springboks 1995 bei ihrer ersten Teilnahme gleich den Weltmeistertitel gewinnen konnten. Unter anderem sorgte sein Tackling gegen den Neuseeländer Jonah Lomu für den Sieg über die All Blacks im Finale. Zudem kam seine angriffsorientierte Spielweise hinzu. Immer wieder nahm er den Ball auf, anstatt ihn zur Hintermannschaft zu passen, und legte in seiner Karriere dabei 38 Versuche, so viele wie kein anderer Spieler auf seiner Position jemals erzielt hat.
Van der Westhuizen beendete seine Laufbahn im Anschluss an die WM 2003. Er hat bis auf das Super-12-Turnier alle Titel gewonnen, die es für einen südafrikanischen Rugbyspieler zu gewinnen gibt. Seine Leistungen wurden mit der Aufnahme in die International Rugby Hall of Fame anerkannt. Von Planet Rugby wurde er zudem zum besten Scrum-Half der Geschichte gewählt.
Nach seiner Karriere sorgte er für einen Skandal, als 2008 ein Video auftauchte, in dem van der Westhuizen Sex mit einer Stripperin hatte und Kokain konsumierte. Nach dem Video trennte sich seine Frau von ihm. Van der Westhuizen war Vater zweier Kinder.
Im Mai 2011 wurde bei van der Westhuizen Amyotrophe Lateralsklerose (ALS) diagnostiziert, an deren Folgen er im Februar 2017, nach einem kurzen Krankenhausaufenthalt, zu Hause im Kreise seiner Familie verstarb. Er wurde am 10. Februar 2017, nach einer öffentlichen Gedenkfeier im Loftus-Versfeld-Stadion, im Kreise seiner Familie beigesetzt.